# Dioscorea cordifolia
Dioscorea cordifolia är en enhjärtbladig växtart som beskrevs av Jean Marie Antoine de Lanessan. Dioscorea cordifolia ingår i släktet Dioscorea och familjen Dioscoreaceae. Inga underarter finns listade i Catalogue of Life.